# Joana, Princesa da Beira
D. Joana de Bragança, Princesa da Beira (Vila Viçosa, 18 de setembro de 1636 - Lisboa, 17 de novembro de 1653), foi a terceira filha do Rei João IV de Portugal e de Luísa de Gusmão.

## Biografia

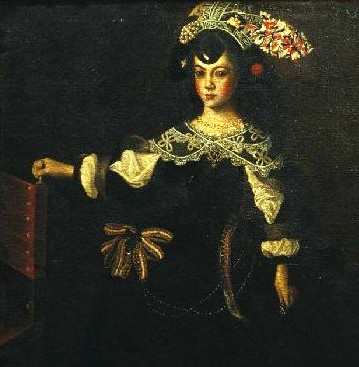
Joana de Bragança na infância, por autor desconhecido.

Nasceu no Paço Ducal de Vila Viçosa, na mesma vila, a 18 de setembro de 1636, sendo o seu pai, à data, ainda João II, 8.º Duque de Bragança. Foi baptizada a 30 de setembro na Capela Ducal do mesmo Paço, pelo Deão António de Brito de Sousa, tendo por padrinho Frei António da Covilhã, sacerdote professo da província da Piedade (província de frades franciscanos fundada em 1517 e extinta em 1834), que ganhou fama de santidade.
Em 1645, sendo na altura a filha mais velha de João IV, tornou-se a primeira Princesa da Beira, título criado por seu pai para ser atribuído à filha mais velha do monarca de Portugal, originalmente muito semelhante à francesa Madame Royale ou à Princesa Real britânica. Foi Infanta de Portugal de 1640 a 1645.
António Caetano de Sousa referiu que a Princesa tinha sido dotada pela natureza de «grande fermosura». Faleceu vítima de doença prolongada, no Paço da Ribeira, em Lisboa, a 17 de novembro de 1653, com apenas 17 anos, 6 meses após a morte do seu irmão Teodósio. Foi sepultada na capela-mor do Mosteiro dos Jerónimos, sendo trasladada, juntamente com os seus irmãos Teodósio, Afonso VI e Catarina, em 1855, para o Panteão da Dinastia de Bragança, onde jaz junto à sua mãe e irmã Catarina.